# Laophontodes expansus
Laophontodes expansus är en kräftdjursart som beskrevs av Georg Ossian Sars 1909. Laophontodes expansus ingår i släktet Laophontodes och familjen Ancorabolidae. Arten är reproducerande i Sverige. Inga underarter finns listade i Catalogue of Life.